# ラスト (映画)
『ラスト（原題）』（原題：Rust）は、アメリカ合衆国の西部劇映画。アレック・ボールドウィン主演・原案・製作。

## キャスト
- アレック・ボールドウィン
- トラヴィス・フィメル
- フランシス・フィッシャー
- ジェンセン・アクレス

## 事故
ニューメキシコ州サンタフェで本作撮影中の2021年10月21日（アメリカ現地時間）、ボールドウィンが撮影で小道具の銃を発射した際に、撮影監督のハリーナ・ハッチンズと監督のジョエル・ソウザが負傷した。2人はただちに病院に搬送されたが、間もなくハッチンズの死亡が確認された。ソウザは一時重体となったが、その後快復に向かっている。なお各メディアの報道によれば、小道具の銃の中にあるはずのない実弾が入っていたために起きた事故だという。
2024年4月15日、ニューメキシコ州の裁判所は過失致死罪で小道具担当者に禁錮1年6月を言い渡した。
7月12日、同州の裁判所は、検察側が証拠となる銃弾を意図的に提示しなかったとして、ボールドウィンに対する過失致死の罪での審理を打ち切った。問題となったのは、実弾が装填された経緯の解明につながる可能性があった別の銃弾で、検察側は弁護側に開示していなかった。裁判官は意図的だったとして「公正な手続きを妨げた」と指摘した。検察は判断を不服として控訴できるが、再び訴追することは認められていない。